# Euchromia aruica
Euchromia aruica är en fjärilsart som beskrevs av Walker 1864. Euchromia aruica ingår i släktet Euchromia och familjen björnspinnare. Inga underarter finns listade i Catalogue of Life.